# Obernburg am Main
Obernburg am Main (ufficialmente: Obernburg a.Main) è una città tedesca di 8 884 abitanti, situata nel land della Baviera, nel circondario di Miltenberg (Bassa Franconia), alla foce del fiume Mümling e ai piedi dell'Odenwald. Era sede di un circondario dal 1º luglio 1956 al 1º luglio 1972, soppresso in seguito ad una riforma amministrativa.

## Storia
Fu insediamento militare romano di un'unità ausiliaria (a partire dalla fine del I secolo sotto la dinastia dei Flavi). Per la precisione tra l'83 e l'85 d.C. venne costruito il castrum chiamato Nemaninga per difendere il Limes Germanicus che costeggiava il fiume Reno. La fortificazione era originariamente di legno, ma dal II secolo d.C. fu rimpiazzata da una in pietra. Aveva la funzione di guarnigione della Cohors IIII Aquitanorum equitata. All'epoca delle invasioni degli Alemanni si hanno ancora notizie del castrum. Nei secoli IV e V i Franchi si insediarono nella zona. 
Nel 1204 Wolfger von Erla eresse un castello in un feudo della Contea di Ortenburg. Il 25 marzo 1313 Obernburg ottenne lo status di città dall'arcivescovo di Magonza Peter von Aspelt. La conferma dei diritti peculiari di una città è reperibile in un documento emesso il 27 luglio 1317 da Ludovico il Bavaro ad Aschaffenburg. 
Obernburg appartenne all'Elettorato di Magonza fino al 1803, quando venne annessa al Principato di Aschaffenburg appena istituito. Con esso passò nel 1814 al Regno di Baviera. Nel 1872 venne inaugurata la linea ferroviaria Aschaffenburg–Miltenberg, con una fermata a Obernburg sul Meno. Il primo ponte locale sul fiume suddetto fu costruito nel 1892. Negli anni 1915-1917 vennero realizzati un canale di collegamento con il Meno, una diga di sbarramento ed un impianto idroelettrico.

## Amministrazione

### Gemellaggi
- Aszód